# Anders Mattsson
Anders Mattsson (Åland, 1943. január 21. –) finn nemzetközi labdarúgó-játékvezető.

## Pályafutása

### Nemzeti játékvezetés
Játékvezetésből 1969-ben az Åland-szigeteken vizsgázott. A Finn Labdarúgó-szövetség Játékvezető Bizottságának (JB) minősítésével a Ykkönen, majd a Veikkausliiga játékvezetője. Küldési gyakorlat szerint rendszeres partbírói szolgálatot is végzett. A nemzeti játékvezetéstől 1983-ban visszavonult. Veikkausliiga mérkőzéseinek száma:108.

### Nemzetközi játékvezetés
A Finn labdarúgó-szövetség JB terjesztette fel nemzetközi játékvezetőnek, a Nemzetközi Labdarúgó-szövetség (FIFA) 1972-től tartotta nyilván bírói keretében. Több nemzetek közötti válogatott, valamint  UEFA-kupa, Kupagyőztesek Európa-kupája és Bajnokcsapatok Európa-kupája klubmérkőzést vezetett, vagy működő társának partbíróként segített. A finn nemzetközi játékvezetők rangsorában, a világbajnokság-Európa-bajnokság sorrendjében többedmagával a 6. helyet foglalja el 5 találkozó szolgálatával. A nemzetközi játékvezetéstől 1983-ban búcsúzott. Válogatott mérkőzéseinek száma: 8.

#### Labdarúgó-világbajnokság
Az 1978-as labdarúgó-világbajnokságon a FIFA JB játékvezetőként alkalmazta. Selejtező mérkőzéseket az UEFA zónában irányított. 
| Időpont        | Helyszín                         | Mérkőzés típusa           | Mérkőzés            | Eredmény | Nézők száma |
| -------------- | -------------------------------- | ------------------------- | ------------------- | -------- | ----------- |
| 1977. május 1. | Idrætsparken Stadion, Koppenhága | előselejtező (1. csoport) | Dánia–Lengyelország | 1 – 2    | 48 000      |

#### Labdarúgó-Európa-bajnokság
Az 1976-os labdarúgó-Európa-bajnokságon, az 1980-as labdarúgó-Európa-bajnokságon, valamint az 1984-es labdarúgó-Európa-bajnokságon az UEFA JB játékvezetőként foglalkoztatta.

##### 1976-os labdarúgó-Európa-bajnokság
| Időpont             | Helyszín               | Mérkőzés típusa           | Mérkőzés            | Eredmény | Nézők száma |
| ------------------- | ---------------------- | ------------------------- | ------------------- | -------- | ----------- |
| 1975. augusztus 13. | Ullevaal Stadion, Oslo | előselejtező (3. csoport) | Norvégia–Svédország | 0 – 2    | 18 011      |

##### 1980-as labdarúgó-Európa-bajnokság
| Időpont              | Helyszín                      | Mérkőzés típusa           | Mérkőzés                | Eredmény | Nézők száma |
| -------------------- | ----------------------------- | ------------------------- | ----------------------- | -------- | ----------- |
| 1978. szeptember 20. | De Goffert Stadion, Nijmegen  | előselejtező (4. csoport) | Hollandia–Izland        | 3 – 0    | 14 000      |
| 1979. május 2.       | Windsor Park Stadion, Belfast | előselejtező (1. csoport) | Észak-Írország–Bulgária | 2 – 0    | 18 700      |

##### 1984-es labdarúgó-Európa-bajnokság
| Időpont            | Helyszín                         | Mérkőzés típusa           | Mérkőzés     | Eredmény | Nézők száma |
| ------------------ | -------------------------------- | ------------------------- | ------------ | -------- | ----------- |
| 1983. november 20. | Ludwigspark Stadion, Saarbrücken | előselejtező (6. csoport) | NSZK–Albánia | 2 – 1    | 41 000      |

#### Olimpiai játékok
Az 1980. évi nyári olimpiai játékok labdarúgó tornáján a FIFA JB bírói szolgálatra alkalmazta. Ha nem vezetett mérkőzést, akkor működő társának partbíróként segített. A kor elvárása szerint az egyes számú partbíró játékvezetői sérülésnél átvette a mérkőzés vezetését. Partbíróként 2 alkalommal egyes (egyik a döntő), 2 esetben a 2. pozícióba kapott küldést.
| Időpont          | Helyszín                | Mérkőzés típusa              | Mérkőzés        | Eredmény | Asszisztensek                    |
| ---------------- | ----------------------- | ---------------------------- | --------------- | -------- | -------------------------------- |
| 1980. július 23. | Dinamo Stadion, Moszkva | csoportmérkőzés (B. csoport) | Kolumbia–Kuvait | 1 – 1    | Robert Valentine/Klaus Scheurell |

#### Nemzetközi kupamérkőzések

##### UEFA-kupa
| Időpont           | Helyszín               | Mérkőzés típusa       | Mérkőzés                       | Eredmény |
| ----------------- | ---------------------- | --------------------- | ------------------------------ | -------- |
| 1979. október 24. | Tannadice Park, Dundee | előselejtező (2. kör) | Dundee United FC–Diósgyőri VTK | 0 – 1    |

## Sportvezetőként
Az aktív pályafutását befejezve 1989–2009 között az Åland-szigetek Labdarúgó-szövetségének elnöke és az UEFA JB ellenőre.